# Consiglio di Stato della Repubblica Slovacca
Il Consiglio di Stato della Repubblica Slovacca (in slovacco: Štátna rada Slovenskej republiky) era un organo costituzionale della Prima Repubblica Slovacca. Le sue attribuzioni erano definite dagli articoli 51-57 della Costituzione slovacca del 1939.
Era composta di sei membri nominati dal presidente della repubblica, dieci membri nominati dal Partito Popolare Slovacco di Hlinka, un membro nominato da ciascun partito delle minoranze etniche e da ciascuna corporazione. Ne erano membri di diritto anche il presidente del governo e il presidente del parlamento.
Aveva sette compiti costituzionali:
1. accertare il verificarsi delle condizioni per cui il presidente della repubblica non potesse adempiere al suo mandato;
2. mettere in stato d'accusa il presidente della repubblica;
3. mettere in stato d'accusa il presidente e i membri del governo;
4. approvare le liste dei candidati alle elezioni parlamentari;
5. decidere del termine del mandato dei deputati su proposta del presidente del parlamento;
6. inviare al parlamento proposte di legge;
7. dare al presidente della repubblica e al governo pareri su questioni politiche, culturali ed economiche.[2]

Prima di entrare in funzione doveva prestare giuramento. Durava in carica tre anni e l'assemblea era convocata per la prima volta dal presidente della repubblica. I consiglieri godevano di immunità, parificati ai deputati. Erano tenuti al segreto sulle discussioni del Consiglio, a meno che lo stesso Consiglio non avesse stabilito altrimenti e anche dopo la cessazione del mandato. Le assemblee del Consiglio di Stato erano valide se, oltre al presidente o al vicepresidente, era presente la maggioranza dei suoi membri e deliberavano a maggioranza.
La prima assemblea fu convocata da Jozef Tiso il 6 agosto 1940 e si svolse nel palazzo presidenziale. Ne fu eletto presidente Viktor Ravasz e vicepresidenti Jozef Škultéty, presidente della Matica slovenská, e Ján Vojtaššák, vescovo di Spiš. Ne erano membri anche Ján Balko, il generale Ferdinand Čatloš, Bohuslav Klimo della Chiesa evangelica, Ferdinand Klinda, Franz Karmasin rappresentante dei tedeschi, František Šubík-Žarnov, mons. Andrej Marsina, mons. Ján Pöstényi della Società di Sant'Adalberto e Martin Sokol, presidente del parlamento. 
L'incarico non era retribuito, l'unico vantaggio materiale concesso era un abbonamento ferroviario gratuito. 